# Bromham, Bedfordshire
Bromham är en ort och en civil parish i Storbritannien.   Den ligger i kommunen Borough of Bedford i  riksdelen England, i den södra delen av landet, 80 km norr om huvudstaden London. Bromham ligger 38 meter över havet och antalet invånare är 4 701.
Terrängen runt Bromham är platt. Runt Bromham är det tätbefolkat, med 276 invånare per kvadratkilometer. Närmaste större samhälle är Milton Keynes, 19,2 km sydväst om Bromham. Trakten runt Bromham består till största delen av jordbruksmark.